# Fédération mexicaine de basket-ball
La Fédération mexicaine de basket-ball, (Federación Mexicana de Baloncesto) est une association, fondée en 1938, chargée d'organiser, de diriger et de développer le basket-ball au Mexique.
La FMB représente le basket-ball auprès des pouvoirs publics ainsi qu'auprès des organismes sportifs nationaux et internationaux et, à ce titre, le Mexique dans les compétitions internationales. Elle défend également les intérêts moraux et matériels du basket-ball mexicain. Elle est affiliée à la FIBA depuis 1936, ainsi qu'à la FIBA Amériques.